# Lískovec (Frýdek-Místek)
Lískovec (německy Leskowetz) je někdejší obec, od 1. ledna 1979 jedna z příměstských částí statutárního města Frýdku-Místku. Téměř celý katastr Lískovce, včetně celé zástavby, leží ve Slezsku, ale malé části katastru u řeky Ostravice zasahují na Moravu. Současným primátorem Frýdku-Místku je Petr Korč a místní část má svůj osadní výbor.

## Historie města

### Počátky osidlování
O počátcích osídlení, jejich vzniku a počátečním rozvoji obcí na Frýdecku existuje jen málo písemných zpráv. Dochované písemnosti také mnohdy opomíjejí existenci některé osady i po staletí. Rozvoj osídlení na území mezi dnešním Českým Těšínem a Frýdkem ve středověku vykazuje několik chronologických vrstev. První osady vznikly již ve 12. století a v první polovině 13. století (např. Hnojník, Dobrá), na konci 13. a 14. století proběhla další osídlovací vlna. Většinu takto vzniklých osad zaznamenal soupis desátkových příjmů vratislavského biskupství. Další vlnou osídlování se stala kolonizace horských terénů na pozdějším Jablunkovsku a také dochází k lokaci městského centra Frýdku a formování frýdeckého dominia.
V písemných dokladech jmenujících osady existující na počátku 14. století je jmenována obec Holzmul – někteří badatelé se domnívají, že může jít o Staré Město, Raškovice nebo Lískovec. Šlo by pak o starší místní jméno obce. Existuje také názor, který klade vznik Lískovce do závěru 14. století a předpokládá, že na počátku 15. století byl jako alodiální statek v držení neznámého vlastníka. Pro tento názor snad svědčí objev zbytků drobného opevnění malé středověké tvrze nebo hrádku, které se nachází jihovýchodně asi 300 metrů od kostela sv. Šimona a Judy nad potokem Podšajarka. Pokud Holzmul není starší název pro Lískovec, pak lze oprávněně předpokládat, že Lískovec byl mezi lokalitami, které se vyvíjely v 30. až 50. letech 15. století. Po celé feudální období byl Lískovec součástí frýdeckého panství.

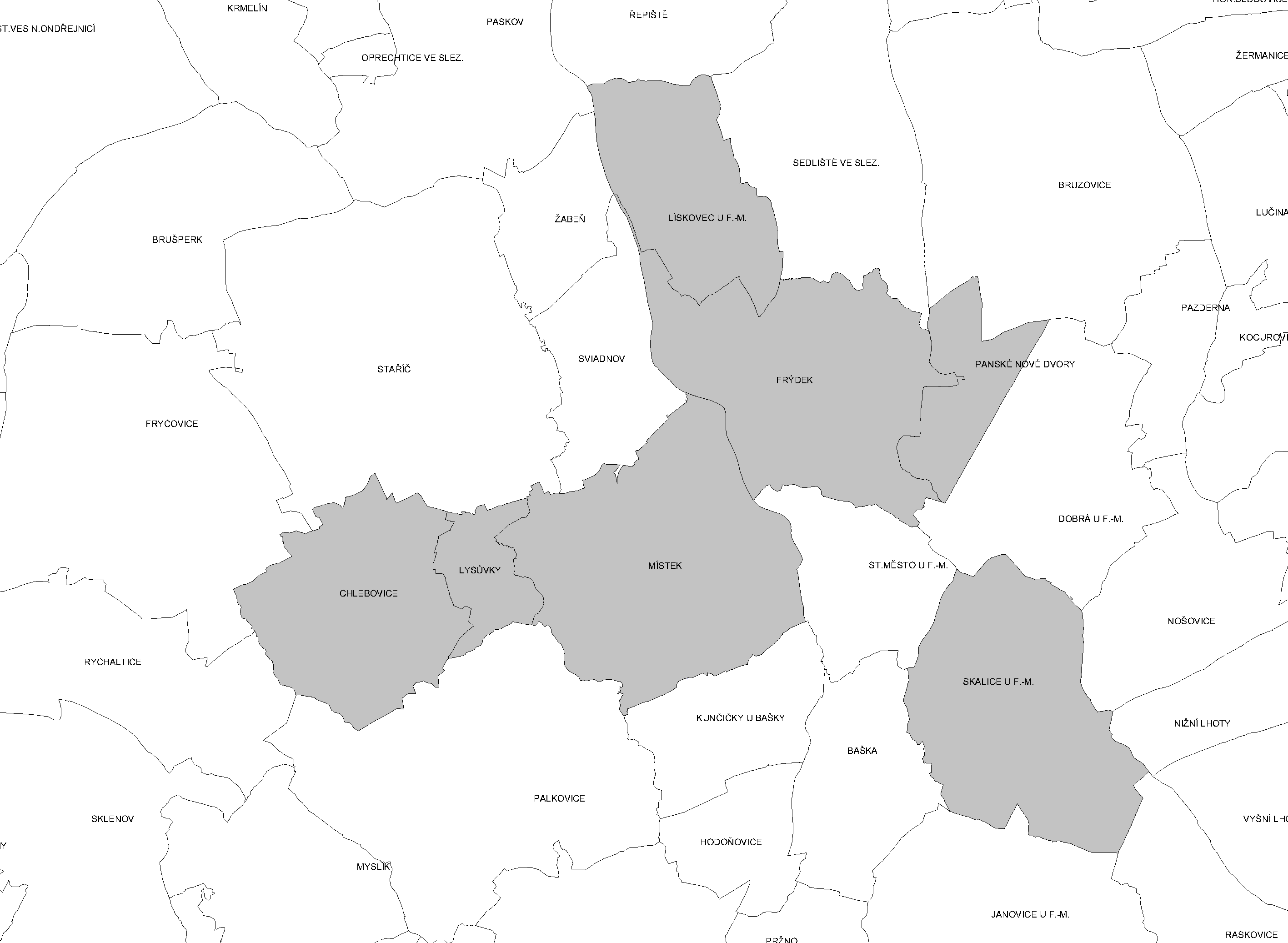
Katastrální členění Frýdku-Místku

První dochovaná jasná písemná zmínka o obci Lískovec je z listiny těšínského vévody Bolka z 27. září 1450, kterým kníže odevzdal ve prospěch vlastní manželky Anny Frýdecko, Karvinsko a Místecko. Podle latinského textu tvořily tehdy frýdecké panství „Fridek, civitas cum suburbio, civitas Fridlant (jde zřejmě o přepis – správně asi Fridberk – tedy Místek), vilae et bonax Brudzovitz, Stare miesto, Baška, Swendniow, Kunčicze, Rozkova Lhota, Janovicze, Lubna, Lhota, Leskoveviecz“.
Původně patřilo Frýdecko Těšínskému knížectví, lénu české koruny. V roce 1573 prodala těšínská knížata město Frýdek i s panstvím bratřím z Lohova. Od nich je koupil v roce 1580 olomoucký biskup Stanislav Pavlovský a v roce 1584 je prodal Bartoloměji Bruntálskému z Vrbna. V roce 1636 prodali Bruntálští z Vrbna panství Jiřímu z Oppersdorfu. Oppersdorfové vlastnili panství do roku 1699, kdy se stala jeho vlastníkem hraběcí rodina Pražmů. V roce 1797 pak přešlo frýdecké panství do majetku Habsburků. Poslední z nich byl arcivévoda Bedřich, známý z básní P. Bezruče jako „markýz Gero“.

### Raný novověk
Lískovec představoval středně rozsáhlou středověkou zemědělskou obec. Je známo, že v Lískovci existovalo od roku 1520 privilegované volenství. Podrobnější údaje o obci se nachází v urbáři panství frýdecko-místeckého z roku 1580. Urbáře byly soupisy vrchnostenského i poddanského majetku a umožňovaly pohled na hospodářskou situaci panství a také zachycovaly pracovní a daňové povinnosti poddaných. Vznik urbáře v roce 1580 souvisí s prodejem panství a urbář měl sloužit jako podklad při jednání o prodeji. Dosavadní majitel jím chtěl prokázat hodnotu panství a jeho roční výnos. Panství tvořilo 16 vsí, mezi nimi je jmenován i Lískovec. Frýdek měl v roce 1580 162 usedlostí, ves Lískovec měla 18 usedlostí, z toho dvě volné.

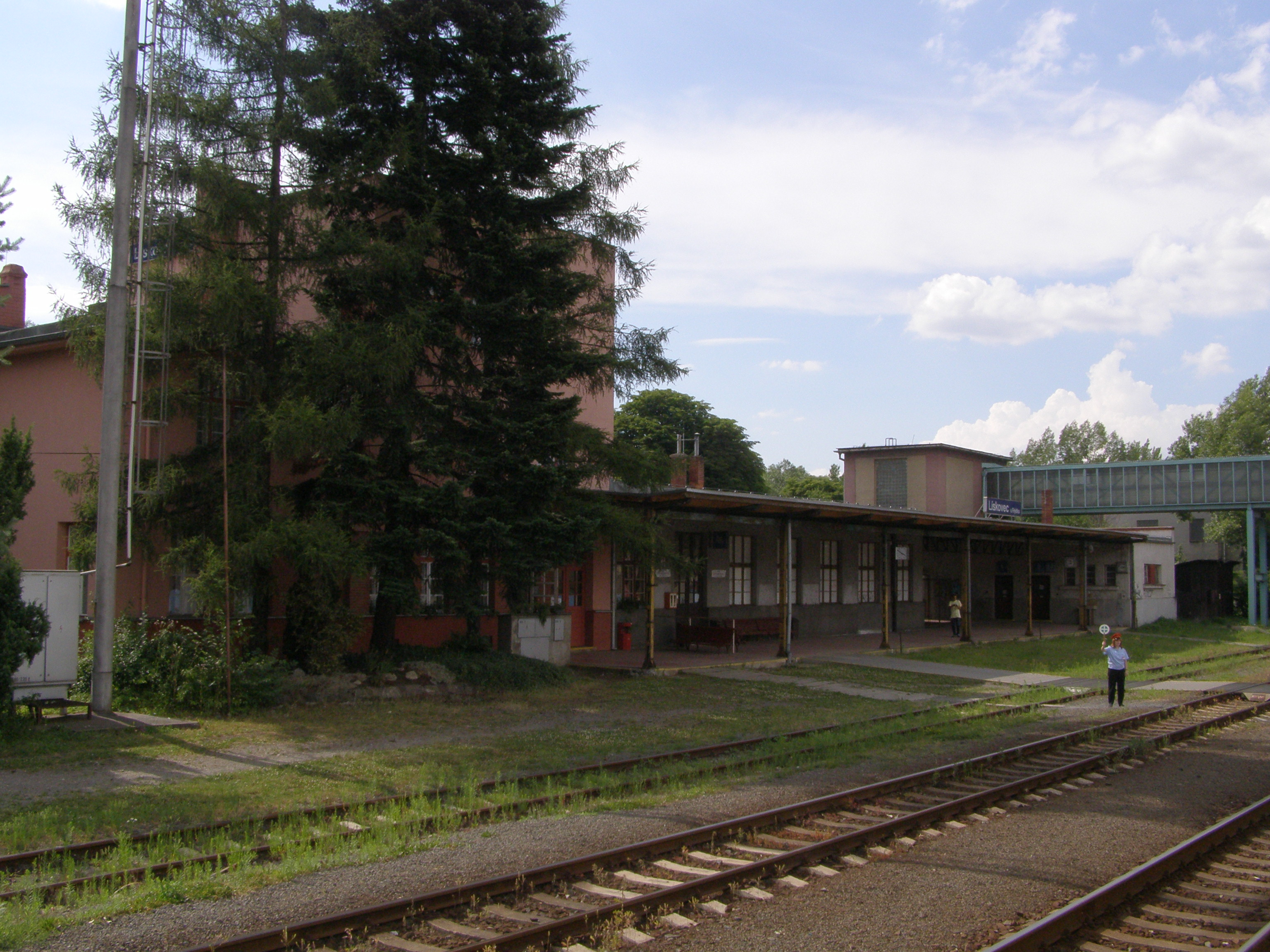
Lískovecké nádraží

Podle uvedených naturálních dávek je známo, že na panství se pěstovaly čtyři druhy obilnin, dále se pěstovalo zelí, proso, len, mrkev. Brambory byly pochopitelně pěstovány mnohem později. Významné bylo pastevectví valašského dobytka, dále dřevařství – na panství bylo 12 pil (v Lískovci tehdy pila ještě nebyla) a rybníkářství. Značný podíl v naturálních příjmech vrchnosti činila drůbež – zejména slepice, husy a vajíčka. Předmětem poddanských dávek byly i jeřábi a kuny. V lesích bylo páleno dřevěné uhlí, vyráběn šindel, pasen vepřový dobytek, loveni ptáci a chovány včely. Včelařství (nazývané také brtnictví) bylo v minulosti důležitým článkem zemědělství. Důležitý byl nejen med jako sladidlo (cukr se vyráběl velmi málo a většinou z javoru – využití řepy cukrovky bylo pozdější), ale také vosk – hlavní „svítidlo“. Byly to tedy dvě velmi důležité potřeby každé domácnosti. Na frýdeckém panství platilo od 17. století právo medařské, podléhali mu však jen včelaři z povolání. Ti byli většinou v horách. Vrchnost povolila jistému Jakubovi Halaškovi z Frýdku zřídit si včelín v lese zvaném „Lipina“, který patřil k frýdeckému zámku. Koně chovali jen sedláci, poměrně hojný byl chov ovcí.
Na panství byly dva vrchnostenské dvory, ke kterým byli poddaní povinni robotovat. Výše robot nebyla přesně určena. Poddaní byli povinni také robotovat při stavbách a opravách vrchnostenských budov. Každá vesnice měla určena k udržování svůj díl parkánu frýdeckého zámku. Lískovečtí byli povinni opravovat oba mosty u frýdeckého zámku. Hlavní obživu, pokud lze z urbáře zjistit, zajišťoval většině obyvatelstva na panství chov dobytka. Podle urbáře z roku 1636, který nechal pořídit Jiří Oppersdorf, aby si zajistil přehled o svém nově nabytém majetku, si lze udělat další představu o životě v Lískovci té doby. Podle tohoto urbáře měl Lískovec už také pilu. Tato pila ale už není zmíněna v urbáři z roku 1664. Obec byla také v roce 1636 osídlena větším počtem sedláků. Listina uvádí, že v Lískovci bylo 14 sedláků a 2 zahradníci a 2 volní sedláci. Počet lánů lze odhadnout na 16 až 18, což by odpovídalo rozloze půdy 400–500 ha. Rozlohou tedy Lískovec nepatřil k největším obcím. V obci žili i tzv. komorníci, tedy lidé, kteří neměli ani půdu, ani vlastní obydlí. V Lískovci jich bylo 10.
Lískovec měl také mlýn a rybníček. Rybníkářství bylo v tomto kraji poměrně rozvinuté a s dlouhou tradicí. Rozvoj rybníků souvisí s probíhající kolonizací kraje. U mlýna ve vesnici je uvedena pro tu dobu typická poznámka, že nemůže mlít žádnému z poddaných – tak si vrchnost zaručovala, že poddaní si nechávali mlít jen v panských mlýnech. Podle urbáře z roku 1664 bylo na frýdeckém panství 32 rybníků. V Lískovci byl jeden rybník třecí mezi Kočvarovou a Micerovou rolí. Urbář jmenuje i lískovecké osadníky: Mikuláš Chamrád (fojt), sedláci: Macek Kašperův, Jan Strýček, Macek Černý, Pavel Adámkův, Matuš Jehelkův, Jura Juřina, Jan Kubica, Jura Kroček, Jura Kožia, Jan Kožia, Jan Konečný (mlynář), Undra Jurna (volný); zahradníci: Kašpar Zahradní, Matuš Dubák; chalupníci s rolemi: Martin Peterek, Mikuláš Chamrád, Macek Kučavý (zvaný Janeš), Jan Nezhoda; chalupníci bez rolí: Macek Ovčíř, Řehoř, Matuš Karas, Jura Mácha, Jan Pospěch, Grygar Hejný, Kašpar Němec, Řehoř Mendík, Václav Pinkava. Fojt Mikuláš Chamrád měl vedle mlýna také včelín.
Způsob života byl jistě podobný jako i v jiných vsích té doby. Výlučným zaměstnáním obyvatelstva byla práce na půdě zajišťující vlastní obživu a dále práce na panském při plnění feudálních povinností. Poddaní vykonávali robotu v místě – na folvarku (panském dvoře), který náležel vrchnosti. Z urbářů plyne, jak se dělilo venkovské obyvatelstvo:
- Svobodný fojt nerobotoval, ale odváděl berně. Fojt měl jednu z nejdůležitějších funkcí činitelů správy na panství. Měl dvojí funkci – vůči poddaným byl představitelem vrchnostenské správy a pravomoci, vůči panství pak představitelem poddanské samosprávy. Svobodná fojtství byla tak výhodnou držbou, že se fojty stávali někdy i příslušníci nižší šlechty. Fojtové většinou drželi okolo dvou lánů půdy. Kromě svobodné držby půdy měli většinou ještě nárok na mlýn, krčmu apod. Svobodná držba půdy byla základem pro povinnost stavět v případě potřeby vrchnosti do pole koně se zbrojným pacholkem. Další povinností fojtů bylo rozdělování poddaných na roboty, dozírání na jejich práci, dohled nad dodržováním nařízení biskupské kanceláře a vrchnostenské správy panství. Měli také nižší soudní pravomoc a náležel jim třetí díl pokut za přestupky.
- Volní sedláci nerobotovali, museli se však o jarmarcích hlásit se zbraní ve frýdeckém zámku a konat strážní službu. Bylo jim též ukládáno jezdit do Polska pro balvan soli (cca 8 q) nebo na Moravu pro víno.
- Robotní sedláci byli povinni pracovat na panských folvarcích a všechno na nich řádně obdělávat a sklízet. Bylo jim ukládáno dovážení dříví z panských lesů, obvykle na panské pily, dováželi kámen na potřeby zámku. Pracovní povinnost lpěla na gruntě, ne na osobě.
- Zahradníci byli povinni „pěší robotou“: patřilo k tomu chytání ryb, ruční mlácení, čištění příkop, plavení dříví, práce u hamrů apod.
- Chalupníci a komorníci vypomáhali podle potřeby. Živili se námezdní prací.

Robotní patent z roku 1680 stanovil, že poddaní musí robotovat tři dny v týdnu, ale za určitých okolností i celý týden – této možnosti vrchnost často zneužívala. Poddaní neměli právo na stěhování. Všichni volní platili při prodeji statku 10 % z prodejní ceny vrchnosti.
Nespokojenost poddaných rostla a projevila se i otevřeným povstáním v 60. letech 18. století, kdy došlo k velkému selskému povstání. Císařovna Marie Terezie vyslala do Slezska zvláštní komisi, která měla vyšetřit pravý stav věcí. Se žalobami se ke komisi obrátilo z Frýdecka osm obcí, mezi nimi i Lískovec. Situace se poněkud zlepšila po roce 1766, kdy byl vydán generální urbář, který učinil přítrž dosud neomezeně vyžadované robotě na poddaných a zrušení nevolnictví roku 1781.

### Vývoj od 19. století

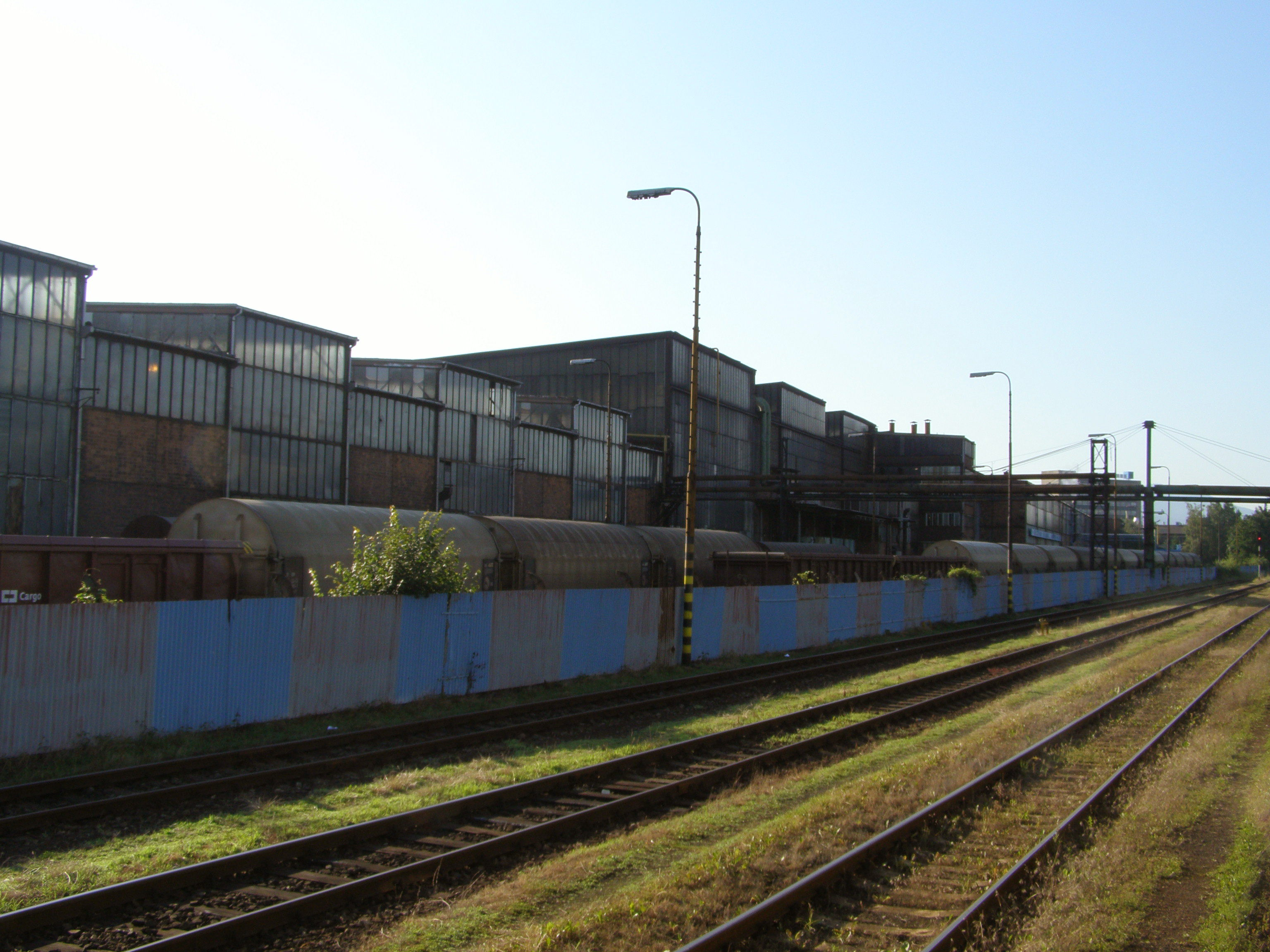
Bývalá Karlova huť, později Válcovny plechu a. s., dnes ArcelorMittal Frýdek-Místek a. s.

V 19. století začal rozvoj průmyslového podnikání. Rozvoj velkovýroby zejména hutnického (Karlova huť) a textilního průmyslu výrazně ovlivnil život v obci. Docházelo k intenzivnímu drobení selské i chalupnické půdy a měnilo se ekonomické i národnostní složení obyvatelstva.
Před rokem 1804 měl Lískovec 97 domů a 450 obyvatel. Koncem 1. poloviny 19. století žilo v obci 648 obyvatel. Chovali 44 koňů, 152 krav, 30 kusů mladého dobytka, 30 ovcí, 31 vepřů, 10 včelstev. Na půdě hospodařilo 7 sedláků, dva tříčtvrteční sedláci, 1 zahradník, 4 velkodomkáři a 67 malodomkářů. Na katastru obce se ročně vytěžilo 300 kbelíků železné rudy, 1 mlýn semlel ročně 70 měřic pšenice, 250 měřic žita a 180 měřic ovsa.
Při úředním sčítání v roce 1890 měl Lískovec již 1336 obyvatel, z toho 1014 Čechů, 172 Poláků, 152 Němců. V roce 1900 vzrostl počet obyvatel na 1755, z toho 490 Němců, v roce 1940 klesl na 1599, z toho 602 Němců. Snížení počtu obyvatel souvisí s přeložením části hutě do Třince a později také se světovou válkou.
Název obce kolísal mezi Leskovec a Lískovec. V roce 1924 byl ustanoven název Lískovec (výnos ministerstva vnitra v Praze č. 305018/14 ze dne 21. 5. 1924). Z odůvodnění se lze dovědět, že tvar názvu zdejší obce je doložen historicky už od 17. století, je používán v živé řeči a má tu výhodu, že se obec bude lišit od obce Leskovec (Markendorf) v sousedním okrese vítkovském i od obce Leskovec (Spachendorf) v sousedním okrese benešovském.
1. ledna 1943 byl Lískovec přičleněn k Frýdku. S koncem druhé světové války došlo roku 1945 de iure na několik let k obnově samostatnosti Lískovce, aniž by však došlo ke skutečnému odtržení, protože pro všech pět částí sloučeného města se ustavil společný místní národní výbor. 13. února 1946 vydal ministr vnitra rozhodnutí, čís. B-8111-1/2-1946/II/4, jímž podle § 27 dekretu prezidenta republiky ze dne 27. října 1945, č. 121 Sb., prozatímně uznal dosavadní společnou správu obcí Frýdku, Lískovce, Místku, Starého Města a Sviadnova, které byly podle § 12, čís. 5 citovaného dekretu obnoveny. A pro celek, v jehož čele tento místní národní výbor stojí, stanovil prozatímní název Frýdek-Místek. Ve čtvrtek 26. září 1946 se konala schůze místního národního výboru v čele s předsedou Emilem Konvičkou, aby došlo k odhlasování sloučení Frýdku, Místku, Starého Města, Lískovce a Sviadnova v jednu obec. Z 38 přítomných k tomu bylo zapotřebí nejméně 2/3 hlasů. Pro sloučení bylo 25, proti 12 členům tehdejšího MNV. ostravská expozitura zemského národního výboru schválila výměrem ze dne 1. července 1947, č. j. III/2-281/24, na základě ustanovení § 18, odst. 1 a 2 a v souvislosti s § 27 dekretu prezidenta republiky ze dne 27. října 1945, č. 121 Sb., sloučení Frýdku, Místku, Starého Města, Lískovce a Sviadnova v jednu obec, přičemž úřední název mělo stanovit později ministerstvo vnitra. V roce 1949 dále pokračovaly diskuse ohledně názvu města. Byl proveden průzkum veřejného mínění, v němž se pro ponechání dosavadního pojmenování, tj. Frýdek-Místek, vyslovilo 80 % hlasujících. Na základě toho přijalo plénum MNV 31. května 1949 usnesení o ponechání již vžitého názvu a zároveň požádalo Krajský národní výbor v Ostravě i ministerstvo vnitra, aby v souladu s tím byl dosavadní okres Místek přejmenován na Frýdek-Místek. Snad chybou ministerských úředníků však došlo k tomu, že vyhláškou ministerstva vnitra ze dne 8. srpna 1950 bylo město bez vysvětlení přejmenováno na Místek. Od té doby se množily stížnosti na bezdůvodnou změnu názvu města. Roku 1954 došlo podle usnesení Krajského národního výboru v Ostravě ze 16. března 1954 k osamostatnění Lískovce, Starého Města a Sviadnova, takže nadále bylo město tvořeno pouze Frýdkem a Místkem.
Po druhé světové válce měl Lískovec 2893 obyvatel – z nich bylo 66 německé národnosti. Deset z nich bylo odsunuto v transportech do 14. září 1946. V roce 1949 bylo v obci ustanoveno jednotné zemědělské družstvo, které se sloučilo s JZD v Bruzovicích. V roce 1951 žilo v Lískovci 2 768 obyvatel. V roce 1954 bylo v Lískovci 251 ha polí, 165 ha lesa, 30 ha pastvin, 44 ha zahrad, 5,04 ha rybníků a močálů. Zastavěná plocha činila 13,4 ha a celková rozloha Lískovce 607 ha.
Podle sčítání lidu v lednu 1971 měl Lískovec 1328 obyvatel, z toho 665 mužů a 663 žen. V roce 1961 činil počet obyvatel 1446. Podle sčítání z roku 1991 měl Lískovec 1221 obyvatel, z toho 604 žen. Výrazný úbytek obyvatelstva způsobilo v 50. letech přičlenění částí Lískovce pod katastr Frýdku, hlavně Nové osady. K opětovnému přičlenění Lískovce k městu, jež se od 1. ledna 1955 nazývá definitivně Frýdek-Místek, dochází k 1. lednu 1979.